# Abell 2162
Abell 2162 è un ammasso di galassie situato prospetticamente nella costellazione della Corona Boreale e il cui centro è posto alla distanza di 424 milioni di anni luce dalla Terra.
È inserito nell'omonimo catalogo compilato da George Abell nel 1958. È del tipo II-III secondo la Classificazione di Bautz-Morgan, mentre la classe di ricchezza è 0.
È uno degli ammassi di galassie che formano il Superammasso di Ercole (SCl 160). La galassia dominante (o galassia cD) è l'ellittica NGC 6086.
| Nome      | R.A. (J2000)  | Dec (J2000)  | Tipo | Redshift (z) | Distanza x 106 a.l. | Nomi alternativi                    | Immagine |
| --------- | ------------- | ------------ | ---- | ------------ | ------------------- | ----------------------------------- | -------- |
| NGC 6085  | 16h 12m 35.2s | +29° 21′ 54″ | Sa   | 0,034007     | 447                 | UGC 10269, PGC 57486, MCG+05-38-034 |          |
| NGC 6086  | 16h 12m 35.5s | +29° 29′ 05″ | E    | 0,031852     | 420                 | UGC 10270, PGC 57482, MCG+05-38-035 |          |
| UGC 10259 | 16h 11m 41.7s | +29° 45′ 20″ | D    | 0,050300     | 653                 | PGC 57438                           |          |
| UGC 10262 | 16h 11m 58.1s | +29° 50′ 19″ | S0   | 0,050055     | 650                 | PGC 57455, MCG+05-38-029            |          |
| PGC 57444 | 16h 12m 11.2s | +29° 34′ 27″ | Sb   | 0,053657     | 695                 | CGCG 167-042, MCG+05-38-027         |          |
| PGC 57445 | 16h 11m 53.5s | +29° 10′ 38″ | SBc  | 0,050921     | 661                 | CGCG 167-038, MCG+05-38-028         |          |
| PGC 57475 | 16h 12m 38.8s | +29° 38′ 37″ | S0/a | 0,032102     | 423                 | CGCG 167-046, MCG+05-38-032         |          |
| PGC 57564 | 16h 14m 10.8s | +29° 51′ 06″ | E    | 0,033840     | 445                 | CGCG 167-055                        |          |
| PGC 57585 | 16h 14m 27.8s | +29° 58′ 26″ | Sc   | 0,033933     | 446                 | CGCG 167-056                        |          |